# Alfredo Bianchini
Alfredo Bianchini (Firenze, 14 dicembre 1922 – Firenze, 21 giugno 2001) è stato un attore, cantante e regista italiano.

## Biografia
Nato a Firenze esordisce nell'immediato dopoguerra nel teatro vernacolare fiorentino sia come attore che come cantante, esibendosi anche in varie trasmissioni di Radio Firenze della Rai, recitando in numerosi lavori della prosa radiofonica e televisiva. 
In radio nel febbraio 1976 fu il conduttore di turno di Voi ed Io lo storico programma d'intrattenimento radiofonico del mattino tutti i giorni dal lunedì al sabato dalle 9 alle 11 su Radiouno della Rai per un mese intero.
Nel teatro sarà diretto da registi come Franco Zeffirelli, Luigi Squarzina, Franco Enriquez, Giorgio Strehler. Molto saltuariamente reciterà al cinema come attore e doppiatore.

## Prosa televisiva Rai
- Il potere e la gloria di Graham Greene, regia di Luigi Squarzina, trasmessa il 24 agosto 1955.
- Le beffe del Decamerone, regia di Vito Pandolfi, trasmessa l'8 agosto 1956.
- Il borghese gentiluomo di Molière, regia di Giacomo Vaccari, trasmessa il 16 gennaio 1959.
- La vedova scaltra, regia di Sandro Bolchi, trasmessa il 1º maggio 1959.
- Ascensione,  regia di Alessandro Brissoni, trasmessa il 20 dicembre 1960.
- I grandi camaleonti, regia di Edmo Fenoglio, trasmessa dall'11 ottobre al 29 novembre 1964.
- Il giornalino di Gian Burrasca, regia di Lina Wertmüller, trasmessa nel 1964.
- La signora dalle camelie, regia di Vittorio Cottafavi, trasmessa il 24 settembre 1971.
- Sorelle Materassi, regia di Mario Ferrero, trasmessa nel 1972.
- Stenterello a Tunisi, regia di Mario Ferrero, trasmessa nel gennaio 1975.

## Prosa radiofonica Rai
- Un'altra volta il diavolo, di Alessandro Casona, regia di Umberto Benedetto, trasmessa il 28 ottobre 1952.
- Ginevra degli Almieri, di Giovacchino Forzano, regia dell'autore, trasmessa il 18 maggio 1953
- Musica notturna, di Clifford Odets, regia di Umberto Benedetto, trasmessa il 19 aprile 1956.
- Leggere il Decamerone di Giovanni Boccaccio, regia di Alberto Moriconi, trasmesso in 180 puntate tra il 1990 e il 1991 (nella parte del narratore, insieme a Paolo Poli).

## Filmografia
- Andrea Chénier, regia di Clemente Fracassi (1955)
- Il cavaliere senza terra, regia di Giacomo Gentilomo (1959)
- Le voci bianche, regia di Pasquale Festa Campanile (1964)
- Le bambole, regia di Mauro Bolognini (1965)
- Questa volta parliamo di uomini, regia di Lina Wertmüller (1965)
- Una vergine per il principe, regia di Pasquale Festa Campanile (1965)
- La bisbetica domata, regia di Franco Zeffirelli (1967)
- Per grazia ricevuta, regia di Nino Manfredi (1970)
- Fratello sole, sorella luna, regia di Franco Zeffirelli (1971)
- Sotto.. sotto.. strapazzato da anomala passione, regia di Lina Wertmüller (1984)

## Discografia parziale
- A. Vivaldi - Serenata a tre (La Ninfa e il Pastore) - con Grete Rapisardi Savio, Silvana Zanolli, Edwin Loehrer, Orchestra da Camera di Milano (1953)
- Italian Classical Symphonists: Fifth Cantata for the Fridays in Lent - con Giovanni Sammartini, Newell Jenkins, The Italian Chamber Orchestra, Maria Amadini, Marilyn Tyler (1953)
- Garcìa Lorca - Canti gitani e andalusi detti e cantati da Alfredo Bianchini (EP - 1959)
- A veglia in Toscana. Rispetti, novelle, canzoni popolari detti e cantati da Alfredo Bianchini (1960, 1985)
- Addio Tabarin - con Giuseppe Fricelli (1979)

## Doppiaggio
- Franco Scandurra in Signore e signori, buonanotte